# Su Ae
Su Ae (* 25. Juli 1979), vollständiger Name Park Su-ae, ist eine südkoreanische Schauspielerin. Sie hatte ihren Durchbruch mit dem Film A Family (2004) und wurde bekannt durch den Film Sunny (2008).

## Filmografie

### Filme
- 2004: A Family (가족 Gajok)
- 2005: Wedding Campaign (나의 결혼 원정기)
- 2006: Once in a Summer (그해여름)
- 2008: Sunny (님은 먼곳에 Nim-eun Meongose)
- 2009: Sword with no Name – Der Schatten der Königin (불꽃처럼 나비처럼)
- 2010: Midnight FM (심야의) FM
- 2013: Pandemie (감기 Gamgi)
- 2018: High Society auf Koreanisch (상류사회 Sangnyusahoe)

### Fernsehserien
- 1999: School 2 (학교 II, KBS, Gastauftritt)
- 2002: The Maengs’ Golden Era … als Heo Ju-yeon
- 2003: Love Letter (러브레터, MBC) … als Jo Eun-ha
- 2003: Merry Go Round … als Seong Jin-kyo
- 2004: April Kiss (4월 키스, KBS) … als Song Chae-won
- 2004: Emperor of the Sea (해신, KBS) … als Jung-hwa
- 2007: 9 End 2 Outs (9회말 2아웃, MBC) … als Hong Nan-hui
- 2010: Athena: Goddess of War (아테나: 전쟁의 여신, SBS) … als Yun Hye-in
- 2011: A Thousand Days’ Promise (천일의 약속, SBS) … als Lee Seo-yeon
- 2013: King of Ambition (야왕, SBS) … als Ju Da-hae
- 2015: Mask (가면 Gamyeon, SBS) … als Byeon Ji-sook / Seo Eun-ha